# Paul Kaspar
Paul Kaspar (* 4. Juni 1891 in Sternberg; † 14. Dezember 1953 in Wien) war ein österreichischer Landschafts- und Vedutenmaler aus Mähren.

## Leben und Werk

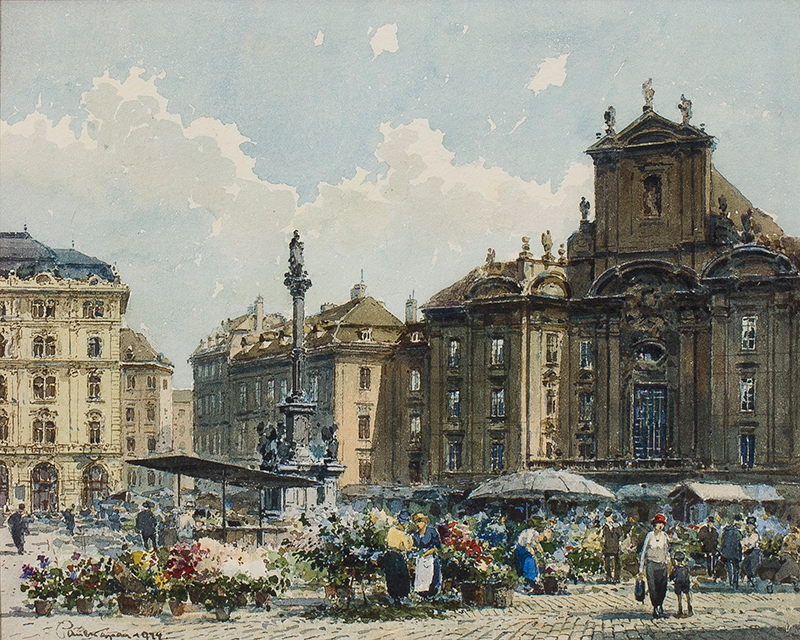
Vienna. Am Hof Square, 1924

Paul Kaspar, der Sohn des Ingenieurs Karl Kaspar und dessen Frau Marie, geborene Wnzel, studierte an der Akademie der bildenden Künste in Wien und gehörte zu einer Gruppe österreichischer Künstler, welche die Traditionen des 19. Jahrhunderts weiterführten. Seine Werke bestechen durch Detailgenauigkeit und präzise Ausführung, wobei es ihm auch gelang, den Augenblick und die Stimmung seiner Motive einzufangen.
Zu Kaspars favorisierten Motiven zählten vor allem die berühmten Bauten der Wiener Innenstadt, insbesondere der Stephansdom und die Hofburg, aber auch ländlich-romantische Motive der Wiener Vorstädte. Seltener kommen Gebirgsmotive vor. Seine bevorzugte Technik war das Aquarell, wobei ein Einfluss Rudolf von Alts unübersehbar ist. Kaspar malte vor allem für das Wiener Bürgertum, nahm aber auch öffentliche Aufträge an, so erhielt er u. a. den Auftrag der Stadt Baden, die Eröffnung des dortigen Thermalstrandbades am 24. Juli 1926 künstlerisch zu dokumentieren.
Werke von der Hand des Paul Kaspar werden immer wieder in Auktionshäusern angeboten, so dass sich viele Objekte in Privatbesitz befinden.